# Théâtre d'ombres syrien

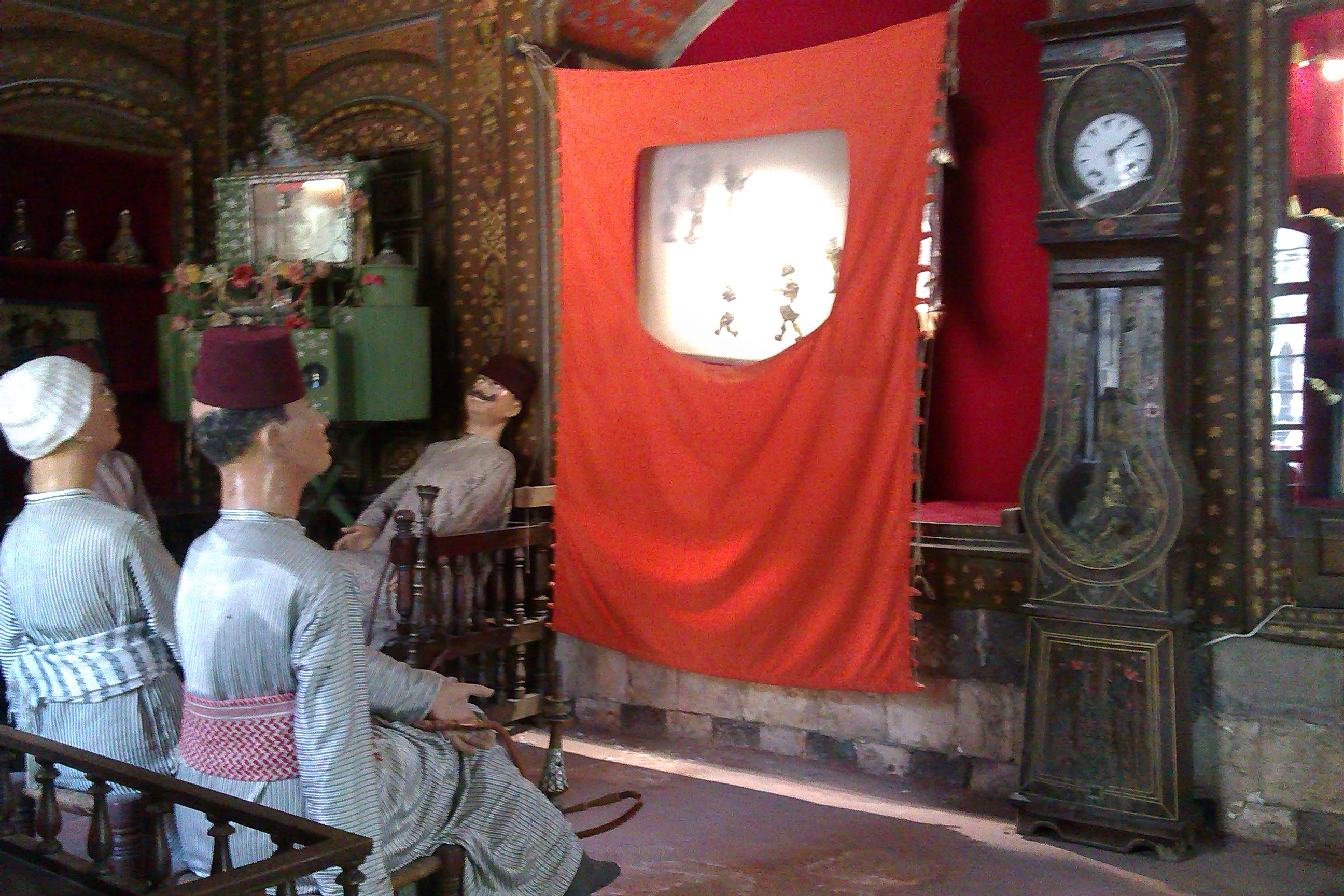
Reconstitution d'une scène de théâtre d'ombres au palais Azem à Damas.

Le théâtre d'ombres syrien (en arabe : خيال الظل السوري / ḵayāl aẓ-ẓill as-sūrī) est inscrit dans la liste du patrimoine immatériel nécessitant une sauvegarde urgente de l'UNESCO depuis le 28 novembre 2018. Un personnage central du théâtre d'ombres syrien est Karakoz ou Karagöz parfois orthographié Karageuz.

## Histoire
C'était pour contrer le succès du théâtre d'ombres en Syrie — qu'il jugeait avoir une mauvaise influence sur la population — que Midhat Pacha, alors gouverneur de Syrie, créa en 1879 le théâtre de Damas.